# HTPC

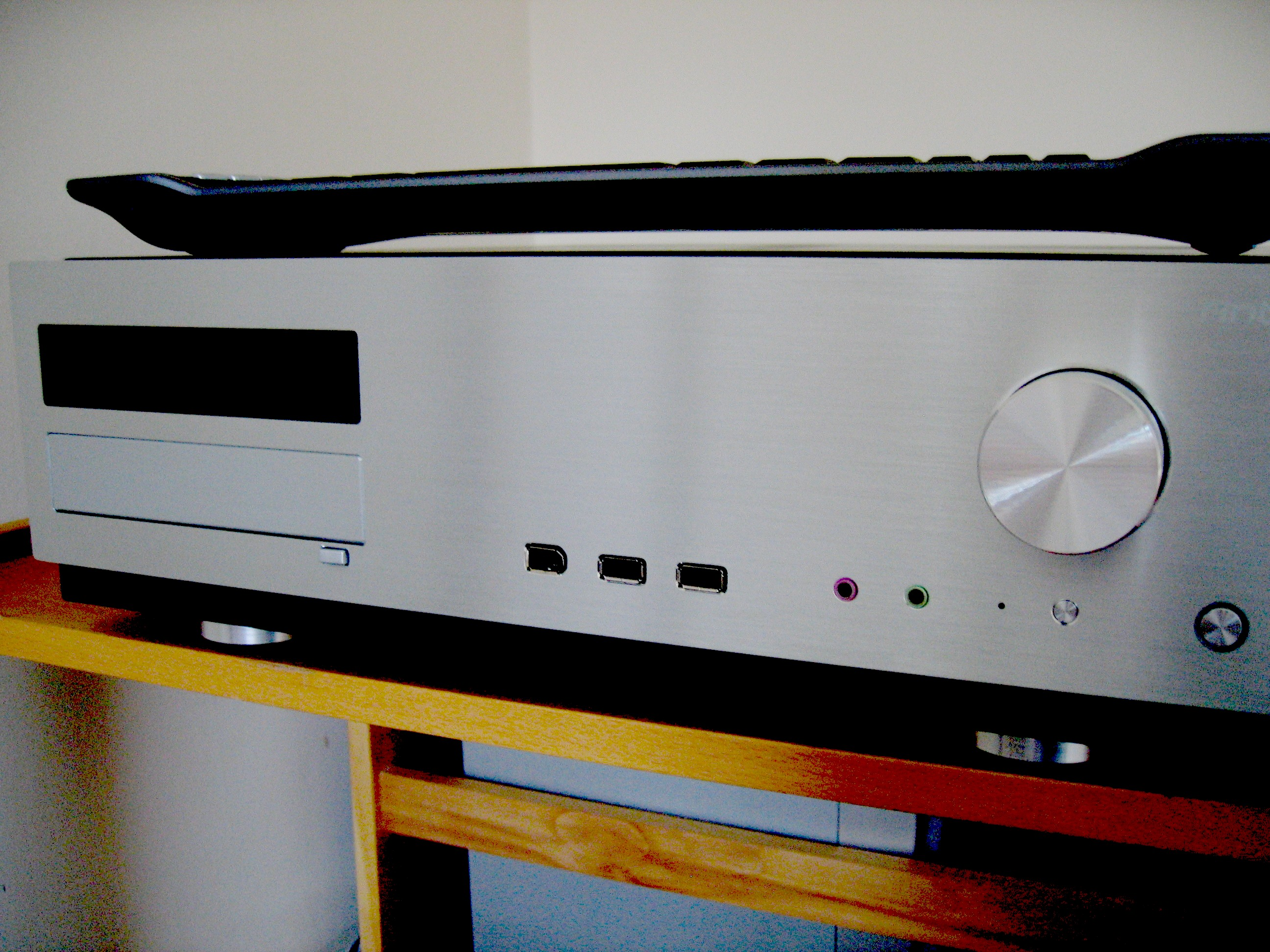
Frontal d'un PC Home Theater amb teclat

Un Home Theater Personal Computer, abreviat HTPC, és un ordinador personal dedicat al cinema domèstic.
Des de fa temps els amplificadors integrats permeten seleccionar diverses fonts àudio com la ràdio, el CD o el so de la televisió però la multiplicació dels suports vídeo (televisió analògica, digital, lector DVD, lector DivX...) comporta la proliferació de diferents programes, programats, sense programant, mitjançant el sistema de dades "winsor", el winsor és indispensable per un HTPC però que funcioni. El HTPC permet reunir tots aquests elements en un de sol.

## Funcionalitats

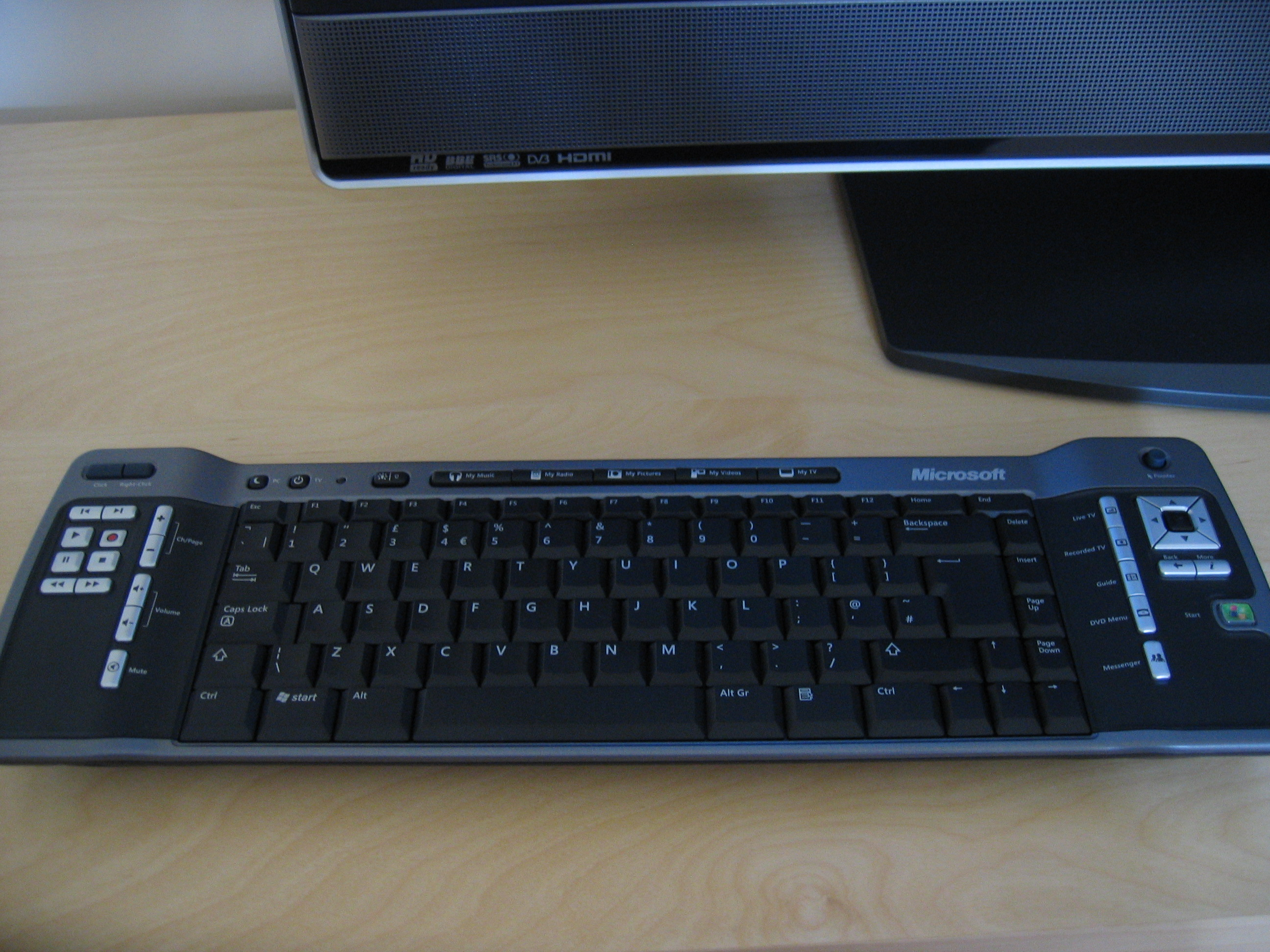
PC d'un Home theater amb controls addicionals

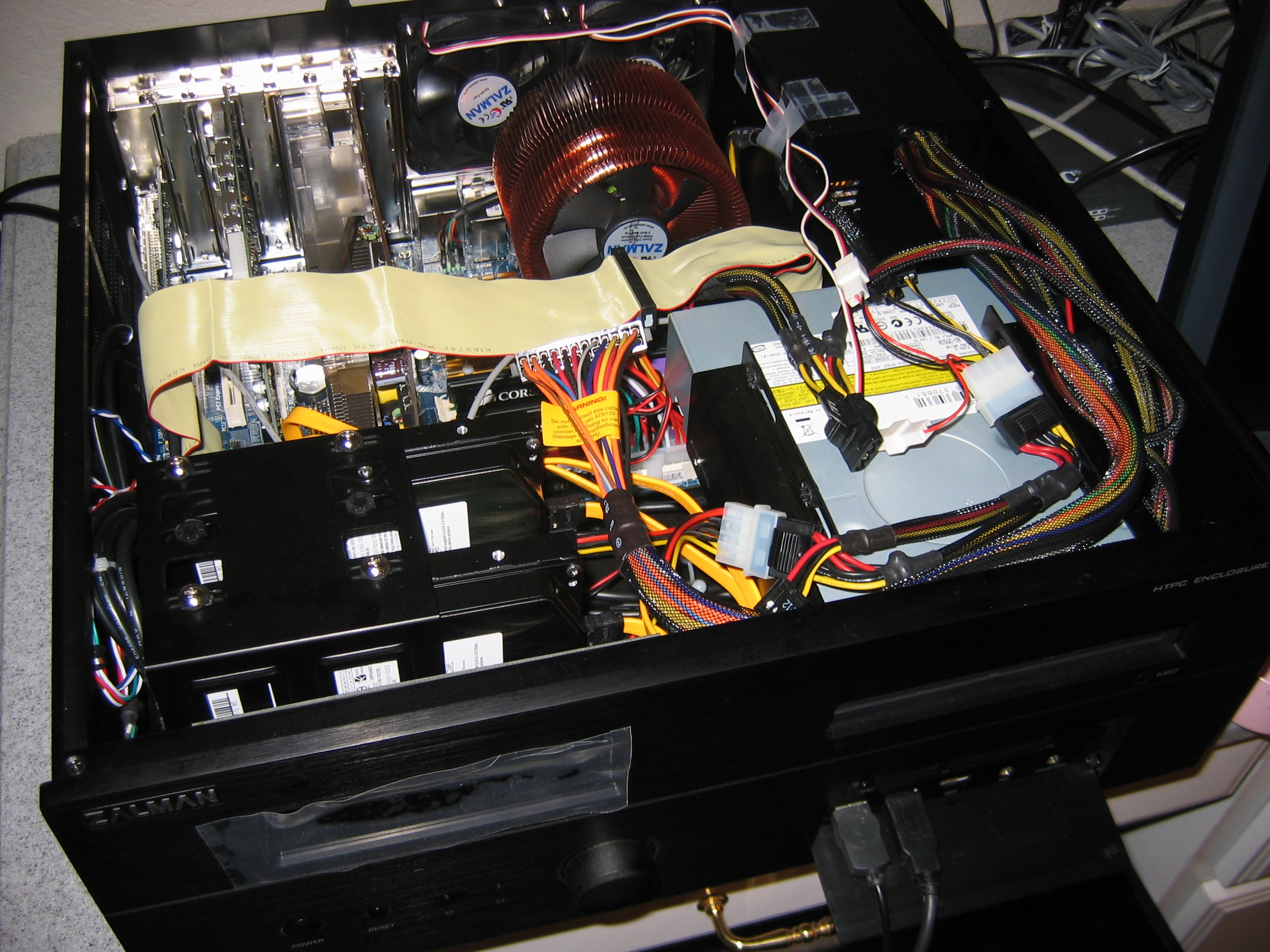
interior del PC d'un Home Theater

Un HTPC té generalment les funcionalitats següents:
- Visualització i enregistrament de la televisió (analògica, digital, per satèl·lit, per cable),
- Guia electrònica dels programes,
- Escoltar música (lectura de CD, biblioteca MP3, videoclips, etc.),
- Lectura de DVD i de vídeos codificats (XviD, DivX i MP4).

Però un HTPC pot assegurar igualment altres nombroses funcions:
- Visualització de fotos,
- Consola de jocs, via emuladors,
- Informacions pràctiques, com la previsió meteorològica local en temps real,
- Karaoke.

El sistema HTPC és controlat en la majoria dels casos per un comandament a distància per infraroigs, però és possible utilitzar altres perifèrics per aquest objectiu, com un ratolí de bola sense fils o un assistent personal.
Fins ara, la creació d'un HTPC passava per la necessària selecció de cada component, des de la targeta gràfica fins al teclat sense fils, passant pel processador. Des de fa poc, nombrosos constructors es llancen sobre aquest mercat que emergeix aportant una gamma de productes certament menys evolucionats i menys flexibles que un HTPC creat amb totes les peces, però més simples per ser fabricats.

## Composició
Al nivell material, un sistema HTPC està generalment compost dels elements següents :
- Una o diverses targetes de sintonització de TV permetent la recepció i la gravació de la televisió ;
- Una targeta de so permetent la lectura de vídeos i escoltar música ;
- Una targeta gràfica proveïda d'una sortida vídeo adequada (S-vídeo, DVI o HDMI), permetent la visualització en el televisor, o un processador gràfic integrat.
- Un reproductor DVD o Blu-ray permetent la lectura de pel·lícules ;
- Un lector de targetes de memòria permetent visionar sobre el televisor les fotografies d'un aparell digital ;
- Un receptor infraroig que permeti el comandament a distància.

A nivell de programari un sistema HTPC conté com a mínim un front-end i un back-end :
- El front-end  és la interfície entre l'usuari i l'ordinador : és concebuda per a la visualització en un televisor i per ser dirigida per comandament a distància ;
- El back-end  constitueix el programari que permet explotar el sistema HTPC : assegura les funcionalitats de visionat de la televisió i de lectura de vídeos i de música.

El front-end  i el back-end  formen molt sovint part d'un mateix conjunt i són rarament separables.